# Pomnik Gerarda Cieślika przy Stadionie Śląskim
Pomnik Gerarda Cieślika przy Stadionie Śląskim – monument upamiętniający piłkarza Gerarda Cieślika, odsłonięty w 2022 roku, znajdujący się w Chorzowie.
Pomnik mierzący 170 cm, ważący ponad 160 kg, został wykonany z brązu. Przedstawia Gerarda Cieślika w stroju sportowym polskiej drużyny, w który ubrani byli Polacy rozgrywający mecz z drużyną ZSRR 20 października 1957 roku na Stadionie Śląskim w Chorzowie. Monument odsłonięto 13 września 2022 przed siedzibą dyrekcji stadionu. W uroczystości uczestniczył syn piłkarza Jan oraz piłkarze: Edward Lorens, Eugeniusz Lerch, Jan Rudnow, Tomasz Foszmańczyk, Łukasz Janoszka i Konrad Kasolik.